# Первая линия (Ереван)
Пе́рвая ли́ния Ерева́нского метрополите́на и́мени Каре́на Демирчя́на (арм. Առաջին գիծ Երևանի մետրոպոլիտեն անվան Երևանի Մետրոպոլիտեն) — первая и единственная с момента открытия линия метрополитена в столице Армении, Ереване. Её первый участок «Дружба» — «Давид Сасунский» с 4-мя станциями был запущен 7 марта 1981 года. Сегодня в состав 1-й линии длиной 13,4 км входят 10 станций. Есть станции глубокого и мелкого заложения, а также 3 наземные станции. У «основной» линии имеется челночное ответвление от станции «Шенгавит» к станции «Чарбах», расположенной у электродепо ТЧ-1 «Шенгавит». Занимает по длине линии 169-е место в мире и 14-е — среди метрополитенов бывшего СССР, 3-е — в Закавказье.

## История
Благодаря быстрому росту промышленности — производились уникальные полимеры, солнечные батареи для космических аппаратов, точные измерительные приборы, электроника, электромузыкальные инструменты, вычислительные машины, лазеры и лазерные кристаллы, системы слежения, СВЧ-аппаратура и промышленные роботы, население в Армянской ССР в 1960-х годах достигло 700 тыс. человек, что обострило транспортную проблему, которую усугубляла историческая застройка с плотным центром, а также рельеф. В мае 1967 года был принят документ «О технико-экономическом обосновании Ереванского метрополитена», который направили в Госплан СССР для утверждения. После долгих обсуждений Еревану «дали добро» на строительство подземной линии скоростного трамвая, которая в нескольких местах должна была выходить на поверхность, соединяясь с наземными трамвайными линиями.
Началом строительства метрополитена принято считать 1972 год, поскольку линия скоростного трамвая, которым метрополитен Еревана проектировался изначально, строилась с учётом дальнейшего использования в качестве метрополитена. Скоростные трамвайные системы Волгограда и Кривого Рога тоже делались по такому принципу: подземные участки проектировались по стандартам метро и сооружались с расчётом на то, что в ближайшие десятилетия после начала эксплуатации линии будут переоборудованы в метрополитен.
ЦК КПСС и Совет министров СССР приняли постановление «О строительстве метрополитена в Ереване» к концу 1977 года, что стало толчком для ускоренного проектирования и строительства «полноценного» метрополитена.
7 марта 1981 года состоялось торжественное открытие Ереванского метрополитена. В пусковой участок первой очереди длиной 7,6 км (из которых 1,9 км – наземная часть) вошли четыре станции: «Барекамуцюн», «Сараланджи» (ныне — «Маршал Баграмян»), «Еритасардакан» и «Сасунци Давид». В декабре того же года была открыта промежуточная станция «Площадь Ленина» (ныне — «Площадь Республики»).
Единственный метрополитен на территории бывшего СССР, изначально проектировавшийся как система скоростного трамвая.
Первая очередь линии открыта в канун XXVI съезда КПСС.

## Проектирование
Ереванский метрополитен спроектирован по сейсмостойкой технологии, благодаря чему удалось избежать бо́льших жертв во время землетрясения 1988 года.

## Эксплуатация
Штат Ереванского метрополитена составляет около тысячи сотрудников. Поскольку собственного учебного заведения в стране нет, специалистов готовят прямиком на предприятии.